# Materno de Colonia
Materno, en latín: Maternus (c. 285 – 14 de septiembre de 315 d. C.), también conocido como Materno II, fue el primer obispo conocido de Colonia, supuestamente también el tercer obispo de Tréveris y fundador de la diócesis de Tongeren. Es venerado como santo en las iglesias católica y ortodoxa. Como muchos santos de los primeros siglos, su vida está cargada de leyendas que han perdurado hasta hoy. La Basílica de San Materno en Walcourt, Bélgica, supuestamente fue fundada por él.

## Vida
Según Eusebio, el gran historiador eclesiástico, el obispo Materno estuvo activo durante el período de la controversia donatista. En mayo de 313, Materno y otros obispos fueron convocados a Roma por el emperador Constantino para consultar sobre la situación del obispo Ceciliano de Cartago. También participó en el Sínodo de Arlés en 314.  Mientras en Tréveris crecía una leyenda sobre Materno, en Colonia se desarrolló un culto popular. 
Los bolandistas y otros fechan su episcopado en el siglo IV. Fue el primer apóstol de Alsacia y promovió con éxito la difusión del cristianismo en esa provincia y en Alemania Occidental. 

## Leyenda
Según la leyenda, era seguidor de San Eucario, el primer obispo de Tréveris . Eucario fue enviado a la Galia por San Pedro como obispo, junto con el diácono Valerio y el subdiácono Materno, para predicar el Evangelio. Llegaron al Rin y a Ellelum en Alsacia, donde murió Materno. Sus dos compañeros se apresuraron a regresar a San Pedro y le rogaron que devolviera la vida al muerto. San Pedro entregó su bastón pastoral a Eucario y, al ser tocado con él, Materno, que había estado en su tumba durante cuarenta días, volvió a la vida. Luego, los paganos se convirtieron en gran número. Después de fundar muchas iglesias, los tres compañeros fueron a Tréveris, donde la obra de evangelización avanzó tan rápidamente que Eucario eligió esa ciudad como residencia episcopal. 
Materno ayudó a Valerio durante quince años y luego lo sucedió como obispo de Tréveris durante los siguientes cuarenta años. Mientras ayudaba a Valerio, ya había fundado las diócesis de Colonia y Tongeren. También fundó una iglesia en el lugar donde se encontraba un templo romano que más tarde se convirtió en la catedral de Colonia . El báculo de San Pedro, con el que había resucitado, se conservó en Colonia hasta finales del siglo X, cuando la mitad superior fue presentada a Tréveris, y después fue llevada a Praga por el emperador Carlos IV . 
La leyenda data del siglo IX y parece que pretendía dar fe del antiguo establecimiento de la sede de Tréveris y, por tanto, de su antigüedad sobre otras diócesis de Alemania. 